# Árni Páll Árnason
Árni Páll Árnason (født 23. maj 1966 i Reykjavík) er en islandsk politiker. Han valgtes i februar 2013 til partiformand for Alliancen, som er det socialdemokratiske parti på Island. Árnason valgtes til Altinget 2007 og var socialminister fra 10 maj 2009 til 2 september 2010. Derefter var han erhvervs- og handelsminister frem til 31 december 2011. Han efterfulgte Jóhanna Sigurðardóttir som formand for Alliancen i 2013.
Árni Páll Árnason studerede jura og tog kandidateksamen ved Islands Universitet i 1991. Han har en videreuddannelse i europæisk jura fra Europakollegiet i Brügge i Belgien, hvor han studerede 1991-92.  Han har undervist i EU-ret på Islands Universitet. Inden han blev altingsmedlem arbejdede han som advokat og diplomat i den islandske udenrigstjeneste.
Han er bror til erhvervsmanden Þórólfur Árnason, der i 2003-04 var Reykjavíks borgmester, samt provsten for Vesturland provsti Þorbjörn Hlynur Árnason.